# Gota freda de 1996 al País Valencià
La gota freda de 1996 al País Valencià va ser un episodi greu de depressió aïllada a nivells alts (DANA) que va tindre lloc l'11 de setembre de 1996. S'ha considerat la precipitació d'aigua més gran del País Valencià fins a la gota freda de 2024.
L'Aemet documentà 520 litres d'aigua per metre quadrat, amb epicentre al municipi de Tavernes de la Valldigna. L'aigua va cobrir la zona sud del municipi, arrossegant cotxes, omplint de fang baixos i soterranis i va deixar aïllada la localitat, que aquells dies celebrava la seva festa patronal local.

## Desenvolupament
Durant els primers dies de setembre va ploure amb intensitat a la zona, de manera que el riu Vaca, que transcorre el municipi, baixava carregat d'aigua que havia caigut als municipis de Benifaió i Simat de la Valldigna. Pels volts de les 11 del matí de l'11 de setembre de 1996 el cel es va ennegrir i van caure gairebé 700 litres al terme municipal, convertint-se en una riuada històrica al municipi. Els carrers més afectats van ser el passeig de Lepant i el de Colom, i en algunes zones el riu de fang va arribar a fer 200 metres d'ampliada i en alguns punts va arribar als 2 metres d'alçària. L'escola Alfàndech es va inundar, i les atraccions de fira que hi havia instal·lades aquells dies també van patir diversos desperfectes. En acabar l'incident, el poble va quedar incomunicat i la Guàrdia Civil va tallar el trànsit de la carretera  N-332.
El municipi va calcular les despeses vinculades en uns 120 milions d'euros.
El llavors president de la Generalitat Valenciana, Eduardo Zaplana, es va negar a declarar la zona com a catastròfica.